# Muhammad Kiribige Mayanja
Pour les articles homonymes, voir Mayanja.
Muhammad Kibirige Mayanja est un homme politique ougandais. 
Il vient du centre de l'Ouganda. Il a étudié à la Kibuli Secondary School, puis a suivi des études supérieures en Grande-Bretagne. De retour en Ouganda, il travaille à la Direction de la Planification. 
Il a été candidat à l'Élection présidentielle ougandaise de 1996 (en) puis à l'Élection présidentielle ougandaise de 2001. Il est arrivé quatrième en 2001.